# Pelidnota teocuitlamayatli
Pelidnota teocuitlamayatli är en skalbaggsart som beskrevs av Juan A. Delgado, Deloya och Moron 1988. Pelidnota teocuitlamayatli ingår i släktet Pelidnota och familjen Rutelidae. Inga underarter finns listade i Catalogue of Life.